# Продовжуй сміятись
Продовжуй сміятись (англ. Keep Smiling) — американська кінокомедія режисера Герберта А. Лідза 1938 року.

## Синопсис
Джейн Ранд вривається в кінобізнес, а також відроджує кар'єру свого дядька-кінорежисера.

## У ролях
- Джейн Візерс — Джейн Ранд
- Глорія Стюарт — Керол Волтерс
- Генрі Вілкоксон — Джонатан Ранд
- Гелен Вестлі — місіс Віллоубі
- Джед Пруті — Джером Лоусон
- Дуглас Фоулі — Седрік Гант
- Роберт Аллен — Стенлі Гарпер
- Педро Де Кордоба — Дж. Говард Треверс
- Клаудія Коулмен — місіс Боуман
- Пола Реймонд — Беттіна Боуман
- Керол Адамс — танцюристка (немає у титрах)